# Haydée Tamara Bunke Bider
Haydée Tamara Bunke Bider, bedre kendt som Tania, (født 19. november 1937 i Buenos Aires, Argentina; død 31. august 1967 i Vado de Puerto Mauricio, Bolivia) var spion og hemmelig agent for DDR, kommunistisk revolutionær og den eneste kvinde som kæmpede sammen med guerillahæren i Bolivia som blev ledet af Che Guevara.